# Cultura do Antigo Egito
A cultura do Antigo Egito aparece a partir do modo de vida, costumes e tradições da antiga sociedade egípcia. Começou no neolítico e evoluiu a partir de cerca do ano 10000 a.C. até à época romana, quando praticamente desapareceu ao entrar para o Império Romano e, especialmente, ao adotar os costumes cristãos.
A história do Antigo Egito como um Estado unificado começa por volta do ano 3100 a.C. e está dividida em três impérios com períodos intermédios de dominação estrangeira e por conflitos internos.
O Império Antigo foi caracterizado pelo florescimento das artes e da construção de grandes pirâmides. Durante o Império Médio (2050-1800 a.C.), após uma fase de descentralização, o Egito experimentou um período de esplendor na sua economia.
No Império Novo (1567-1085 a.C.) a monarquia egípcia atingiu o seu auge conquistando os povos vizinhos e expandindo os seus domínios sob a direção dos faraós da XVIII dinastia.
O declínio do império faraónico teve início por volta de 1075 a.C., devido a diversas incursões de exércitos de outros povos. Apesar disso, a cultura egípcia manteve as suas principais características até ao domínio dos romanos, influenciando todo o Mediterrâneo Ocidental.
Os últimos sacerdotes de Ísis na ilha de Filas, mantiveram o seu culto até que foi proibido por Justiniano I em 535 d.C., a língua manteve-se, com a evolução lógica ao longo dos anos através da língua copta utilizada pela Igreja Ortodoxa Copta como língua litúrgica.

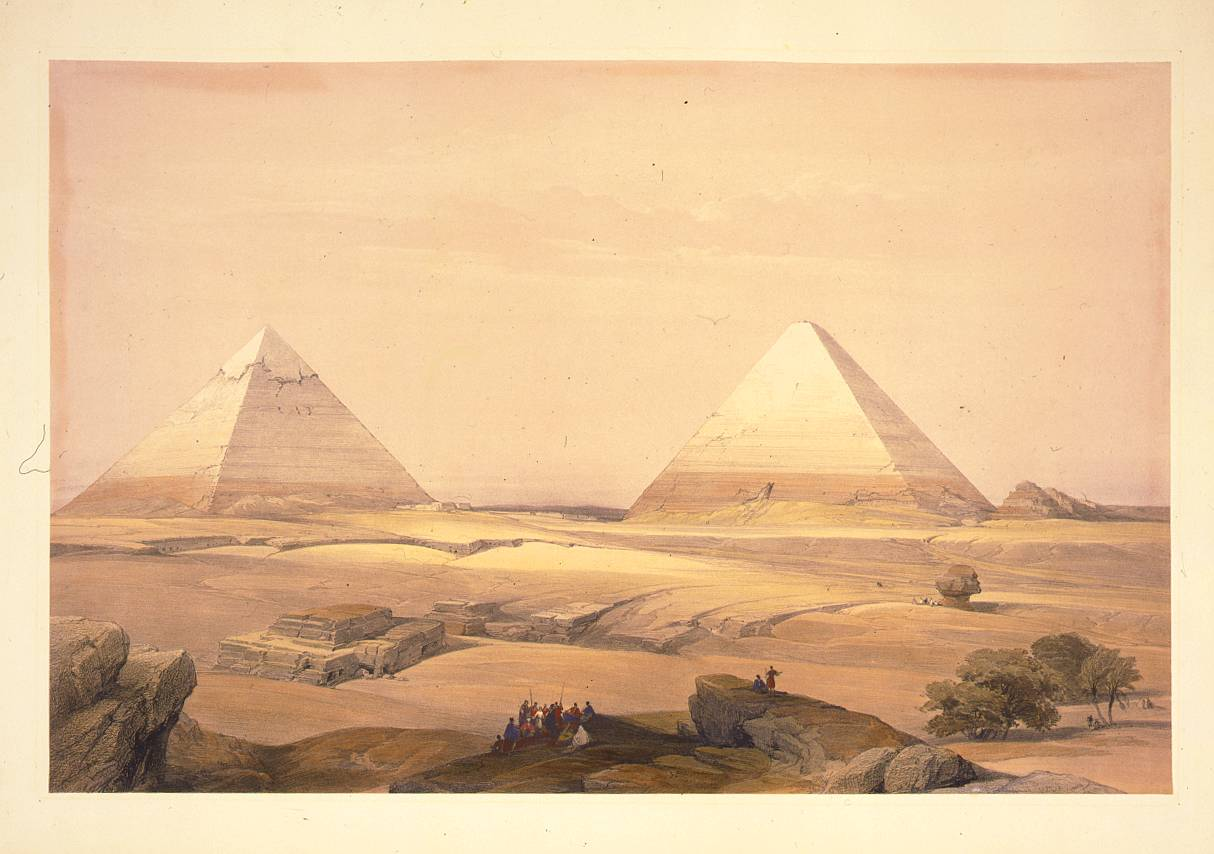
Guizé: Litografia do século XIX.